# Берг, Карина
Карина Лилли Берг Луук (род. 11 ноября 1977) — шведская комик и телеведущая. В 2015 году она получила шведскую телевизионную премию Kristallen как «лучшая телеведущая».

## Биография
Карина Берг выросла в городке Окерсберга неподалёку от Стокгольма. Прослушала эстетическую программу в гимназии Дандерюд, а затем стала учиться на радиоведущую в народном университете Каггехольм. Она была замужем за Кристианом Лууком, с которым они познакомились когда вели вместе шоу God natt, Sverige на TV4 в 2005 году. У пары родился сын. В 2016 году они развелись.

## Карьера

### Карьера на радио
Берг начала свою карьеру на радио после окончания учёбы в университете. Она дебютировала на местной радиостанции Шведского радио в Вестерноррланде. Затем с 2003 по 2005 год вместе с Петером Эриксоном вела передачу Morgonpasset на Sveriges Radio P3. Она также была соведущей Анники Ланц в радиошоу Lantz на P3. В 2008 и в начале 2009 года она работала на радио Mix Megapol, где вела шоу Äntligen helg med Breitholtz och Berg вместе с Даниэлем Брейтхольцем.
В 2010 и в начале 2011 года работала на подкасте вместе с Брейтхольцем для журнала Yourlife. Вместе с Йенны Стрёмстедт она сделала подкаст-трансляцию Strömstedt & Berg для TV4.se и TV4 Play.

### Телевизионная карьера

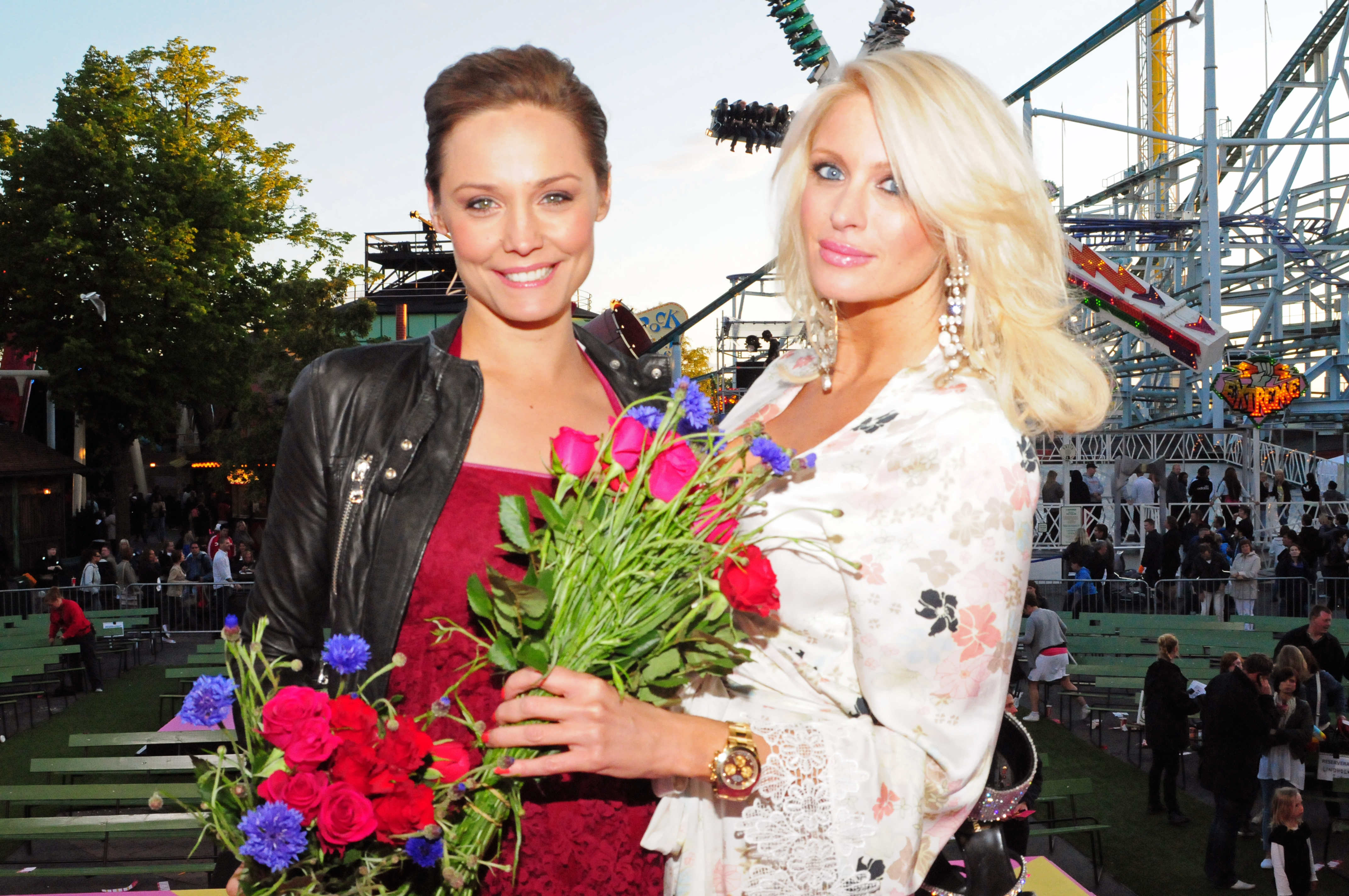
Карина Берг и Каролина Джиннинг в Грёна Лунде на Sommarkrysset 2009

После её неофициального дебюта на телевидении в 2004 году в роли репортёра-инвалида в передаче CP-magasinet на SVT и более позднем появлении в шоу God natt, Sverige, Берг в 2006 году представила комедийное шоу Lilla vi (tar stor plats…) на TV4.
В 2007 году она представила ток-шоу Förkväll на том же канале. В конце 2007 года она работала на шоу талантов Idol 2007 вместе с Каролиной Джиннинг, они вели часть шоу с прослушиваниями. В 2008 году они совместно вели шоу Stjärnor på is (Звёзды на льду) на TV4. В том же году Берг была признана «лучшей телеведущей» по итогам голосования четырнадцати ТВ-боссов для газеты Aftonbladet.
В 2009 году она представила шоу Snillen snackar на Kanal 5. Берг вела шоу про знаменитостей Berg flyttar в течение пяти сезонов, в каждом эпизоде она переезжала в дом знаменитости на нескольких дней. Это шоу выходило в эфир с 2008 по 2012 год.
После этого Берг решила уйти с Kanal 5, и стала ведущей шоу The Voice (Голос) в 2012 году. В 2013 году она представила ток-шоу Bergs bärbara talkshow. В 2014 году она и Кристин Мельцер вели шоу Berg & Meltzer i Amerika, в котором они в течение нескольких месяцев путешествовали по США и навещали разных интересных людей. Шоу было продлено на второй сезон в 2015 году, где дуэт путешествовал по европейским странам. В том же году Берг совместно с Мельцер получила шведскую телевизионную премию Kristallen как «лучшая телеведущая».

## Работы на телевидении
- 2004 — CP-magasinet
- 2005 — God natt, Sverige
- 2006 — Lilla vi (tar stor plats)
- 2006—2007 — Förkväll
- 2007 — Idol
- 2008 — Stjärnor på is
- 2008—2012 — Berg flyttar in
- 2009 — Snillen snackar
- 2012 — The Voice
- 2013 — Bergs bärbara talkshow
- 2014 — Berg & Meltzer i Amerika
- 2015 — Berg & Meltzer i Europa
- 2015 — Ett jobb för Berg
- 2015 — Berg & Meltzer på Oscars
- 2016 — Berg & Meltzer i Hawaii
- 2017 — Världens tuffaste jobb med Carina Berg
- 2018 — Helt perfekt